# Bay Zoltán
Barczi Bay Zoltán Lajos (nevének ejtése: Bai) (Gyulavári, 1900. július 24. – Washington, 1992. október 4.) magyar fizikus, a Magyar Tudományos Akadémia tagja, a Világ Igaza kitüntetés birtokosa. A 20. század világviszonylatban is meghatározó természettudósai és feltalálói közé tartozik. Úttörő munkásságának nagy eredménye, hogy megalapozta azt, hogy a radarcsillagászat mint új tudományág létrejöhetett. Nevéhez fűződik a magyar Hold-radar-kísérlet, a fotoelektron-sokszorozó és a fénysebességre alapozott méterdefiníció.
Református lelkészcsaládba született. Gimnáziumi tanulmányait a Debreceni Református Kollégiumban végezte. A Pázmány Péter Tudományegyetemen matematika–fizika szakon tanult tovább. Tanulmányai befejezése után oktatói kinevezést kapott az Elméleti Fizika Intézetbe, és 1926-ban a legmagasabb kitüntetéssel szerezte meg doktori fokozatát. Négy évig Berlinben volt ösztöndíjas, majd hazatérte után az Egyesült Izzólámpa és Villamossági Rt. laboratóriumában és a Budapesti Műszaki Egyetemen folytatta kutatásait.
Ő vezette azt a csoportot, melynek Európában először sikerült radarvisszhangot észlelnie a Holdról. 1945-ben a Magyar Tudományos Akadémia rendes tagja lett. 1946-ban tudományos munkásságának elismeréséül megválasztották az MTA Matematikai és Természettudományi Osztálya elnökévé. A hatóságok zaklatásai elől 1948-ban emigrációba kényszerült, és az Amerikai Egyesült Államokban a George Washington Egyetemen lett a kísérleti fizika professzora. Emigrálása miatt 1949-ben magyar állampolgárságától megfosztották, és akadémiai tagságát megszűntnek tekintették. A rendszerváltást követően 1989-ben a Magyar Tudományos Akadémia tiszteleti tagjává választotta, és akadémiai tagságának folytonosságát ismerte el.
Az emigrációja miatt – melyet a korabeli szóhasználattal disszidálásnak neveztek – 1949-ben megvont magyar állampolgársága visszaadása érdekében 2016 októberében petíciós kezdeményezés indult. Erre való tekintettel a Miniszterelnökség megvizsgálta a kérdést, és 2019 áprilisában megállapították, hogy valójában a magyar állampolgárságtól megfosztó határozatok hatályának megszűnéséről szóló 1990. évi XXVII. törvény alapján Bay Zoltán állampolgárságának megvonása is hatályát vesztette, az özvegyét korábban rosszul tájékoztatták. Így valójában a rendszerváltás óta ismét magyar állampolgár volt.
Nevét őrzi többek között az informatikai és hírközlési miniszter által 2004-ben alapított, majd a nemzeti fejlesztési miniszter által 2014-ben újra alapított Bay Zoltán-díj, amelyet az űrkutatás jeles magyar kutatói vehetnek át, valamint az ő nevét viseli a (95954) Bayzoltán = 2003 QQ29 jelű kisbolygó, melyet Sárneczky Krisztián és Sipőcz Brigitta fedezett fel 2003. augusztus 23-án Piszkéstetőn. Nevét viseli a Magyar Napfizikai Alapítvány, égisze alatt működő Gyulai Bay Zoltán Napfizikai Obszervatórium (GSO) ill. a Bay Zoltán Alkalmazott Kutatási Közhasznú Kft.

## Családja
Apja, barczi Bay József református lelkész (Alsókálosa, 1858. november 28. – Gyulavári, 1910. november 11.). Anyja Böszörményi Julianna (Árpád, 1864. – Zsadány, 1931.) Egyik bátyja Bay József református lelkész (Gyulavári, 1891. augusztus 18. – Budapest, 1984. augusztus 1.), másik bátyja Bay Géza jogász (Gyulavári, 1898. – Szatmárnémeti, 1942.)
Három lánytestvére: Jolán; Róza Julianna és Julianna Jolán korán elhunyt tífuszban.
Húga Bay Erzsébet zongoratanár (1904–1990).
A dédapja még telkes jobbágy volt, de fia, vagyis a fizikus nagyapja Bay Pál Gömörújfalun született 1824-ben, és uradalmi kasznárként dolgozott. Gyermekei folytatták a családi felemelkedést és idősebb Bay József református lelkész lett. Ő vette fel a barczi előnevet. Segédlelkészként került Árpádra Böszörményi Károly mellé, akinek egyik lányát, Juliannát 1890-ben vette feleségül.
A Böszörményi-Szabó úgynevezett „ároni” család, hiszen férfitagjai legalább háromszáz éven át lelkészek voltak, és a nők közül is többen mentek feleségül lelkészekhez. Isten parancsa szerint: „Áron fiai legyenek a papjaim” (Áron Mózes testvére volt), és ezért a reformátusok így nevezik azokat a családokat, akik több generáción át adnak lelkészeket egyházuknak. Ebben a családban Böszörményi Sz. Petrus az első ismert ős, aki már 1607-ben lelkészként szerepelt a wittenbergi magyar bursa névsorában.

## Iskolás évei
Burokban született, így már születése nagy veszélyt hozott, de sikeresen vette élete első megpróbáltatását. Későbbi életére is hatással volt, hogy burokban született. Rendre reménytelen feladatokkal küzdött meg. Kiskorában hajszálon múlott élete, abban az időben legveszélyesebb gyermekkori fertőző betegségek közül megkapta a torokgyíkot. Olyan súlyos állapotban volt, hogy az orvosok már lemondtak róla, ő azonban – köszönhetően talán édesanyja ápolásának – felépült a súlyos betegségből.
Elemi iskoláit szülőfalujában, a Gyulavári Református Felekezeti Fiúiskolában végezte, majd édesapja halála után édesanyjával Debrecenbe került, ahol a Református Kollégium Gimnáziumában folytatta tanulmányait. Osztálytársa volt többek között Csanak Béla operettszerző, Gulyás Pál költő, Törő Imre orvosbiológus, hisztológus, az MTA tagja. Szabó Lőrinc költő, műfordítóval pedig a nyolc gimnáziumi év alatt egymás mellett ültek. Itt ismerkedett meg a 20. század nagy irodalmi egyéniségeivel, Illyés Gyulával, Németh Lászlóval és Zilahy Lajossal. Nagy hatással volt rá a művészet, és sokáig nem tudott dönteni, hogy a természet- vagy a társadalomtudományokat válassza-e élethivatásul. Példaképe, Eötvös Loránd volt a „döntőbíró”, amikor megismerkedett a fizikus munkásságával. A tudomány mellett a zene bűvöletében is élt. Negyedik gimnazista korától járt a Városi zeneiskolába, és megtanult jó szinten zongorázni. Felvetődött benne, hogy zenei pályán fog tovább tanulni. A természettudományok felé Jakucs István gimnáziumi fizikatanára mellett nagy példaképe, az előző évben elhunyt kiváló fizikus, feltaláló, Eötvös Loránd egyénisége is vonzotta.
A gimnázium után Budapestre került, a Pázmány Péter Tudományegyetemen szerzett diplomát. Egyetemi évei alatt végig tagja volt az Eötvös-kollégiumnak, amely a tehetséges fiatalok képzésének adott otthont. Egyetemi tanulmányainak befejezése után az egyetem Elméleti Fizikai Tanszékén lett tanársegéd. 1926-ban a legmagasabb kitüntetéssel (sub auspiciis gubernatoris, azaz: kormányzógyűrűs doktorátussal) szerezte meg a doktori fokozatát fizikából. Disszertációja az átlátszó közegek magnetooptikájának molekuláris elméletéről szólt, mellyel csatlakozott a fizika új fejlődési irányához, az atomfizikához. Címe: Az átlátszó közegek magneooptikájának molekuláris elméletéhez.

## A Berlini Egyetemen
Tanulmányai befejezése után négy évet töltött Berlinben, az első két évet a Collegium Hungaricum, a második kettőt a Notgemeinschaft der Deutschen Wissenschaften ösztöndíjával. A német főváros ebben az időben élte fénykorát, ugyanis nem kisebb fizikusok dolgoztak itt, mint Max Planck, Albert Einstein, Erwin Schrödinger és Max von Laue. Az első évben a Physikalisch Technische Reichsanstaltban (Birodalmi Fizikai-Műszaki Intézet) folytatott kutatómunkája során Werner Steinerrel együttműködve a hidrogénmolekula folytonos színképén alapuló, új, nagyenergiájú ultraibolya fényforrást fejlesztett ki. Ezt az ún. Bay-Steiner-féle lámpát a spektroszkópiai kísérletekben ultraibolya fényforrásként használják.
1927 és 1930 között a berlini egyetem Fizikai-Kémiai Intézetében dolgozott Max Bodenstein mellett. Itt érte el első nemzetközi jelentőségű sikerét, miután az aktív gázokon az általa kifejlesztett teljesen új módszerrel a Werner Steinerrel közösen elvégzett kísérlettel először bizonyították be spektroszkópiai úton, hogy az aktív nitrogéngáz szabad (naszcensz) nitrogénatomokat tartalmaz.
Az eredmények elismeréseként 1930-ban – Bodenstein javaslatára – a Szegedi Egyetem Elméleti Fizikai Tanszékének elméleti fizika professzora lett.
Nemcsak oktatott, kísérletezett, hanem Laue berlini vitaüléseinek mintájára rendszeres fórumokat szervezett az elméleti és kísérleti fizika aktuális problémáiról. A gázkisülések vizsgálata után az elemi részecskék számlálása felé fordult figyelme.
Míg Szegeden tevékenykedett, barátságot kötött Riesz Frigyessel, Haar Alfréddal, s nem utolsósorban Szent-Györgyi Alberttel.

## Magyarországon
1930-tól 1936-ig egyetemi tanár a szegedi egyetem elméleti fizikai tanszékén. Szegeden folytatta a kondenzált gázkisülések fizikai problémáinak még Berlinben megkezdett vizsgálatát, és találmányaira szabadalmat kapott. 1936-ban habilitált a Pázmány Péter Tudományegyetemen.
A szegedi orvostudományi karon Purjesz Béla és Rusznyák István orvosprofesszorok kérésére új rendszerű elektrokardiográfot tervezett, amely széles frekvenciatartományban, torzításmentesen regisztrálta a szív működését. Később kidolgozta a szívritmus-szabályozó elvi alapjait. Ennek megvalósítására az Egyesült Izzólámpa és Villamossági Rt. vezérigazgatójává és a gyár budapesti laboratóriumának vezetésével való megbízása miatt nem került sor. Aschner Lipót, az Egyesült Izzó első embere támogatta abban is, hogy olyan kísérleteket is végezhessen, melyek nem köthetőek a gyár érdekéhez. Így végezhetett kísérleteket az elektronsokszorozóhoz kapcsolódó részecskeszámlálás területén, valamint a magyar Hold-radar-kísérlet érdekében is.
1936-ban a kutatómunkát Budapesten, az Egyesült Izzó laboratóriumban és a Budapesti Műszaki Egyetemen folytatta. E laborban – a többi magyar laborral ellentétben – megfelelő anyagi lehetőségek és kiváló szakembergárda állt rendelkezésére. Itteni munkája során több találmányára kapott szabadalmat, úgymint:
- nagyfeszültségű gázcsövek,
- fénycsövek és elektroncsövek kifejlesztése,
- elektrolumineszcenciára vonatkozó szabadalom,
- rádió-vevőkészülékek áramköreinek kifejlesztése,
- deciméteres rádióhullámú technika.[18]

1937-ben a Magyar Tudományos Akadémia levelező tagja lett. 1938-ban, az Egyesült Izzó támogatásával megszervezte a BME-n az Atomfizikai tanszéket. Tervezte, hogy létrehoz egy másfél millió voltos részecskegyorsítót, de ez a II. világháború miatt nem készülhetett el (Simonyi Károly fejezte be 1951-ben).
Emellett folytatta kísérletsorozatát, amelynek eredménye az elektronsokszorozás, más néven fotoelektron-sokszorozó elvén alapuló részecskeszámláló. Berlinben ismerte meg az 1954-es fizikai Nobel-díjas Walther Bothét, aki Hans Geigerrel végzett a kialakuló új tudományág, a kvantummechanika fejlődésének alappilléreivé váló kísérleteket. E kísérletek hatására kezdett a koincidenciamérések kivitelezésének tökéletesítésére az elemi részecskék számlálásával foglalkozni. Útmutatásai alapján készített Geiger-csöveket két tanítványa, Papp György és Szepesi Zoltán, akiknek a disszertációja a másodlagos gamma-sugárkibocsátás intenzitáseloszlásának mérésével foglalkozott. A mérés sebességében a döntő javulás azonban csak akkor következett be, amikor Bay az elektronsokszorozó bevezetésével teljesen új számlálási elvet valósított meg. Az 1938. évi felfedezés után többen kértek tőle fotoelektron-sokszorozót, köztük Werner Heisenberg és Neumann János is.

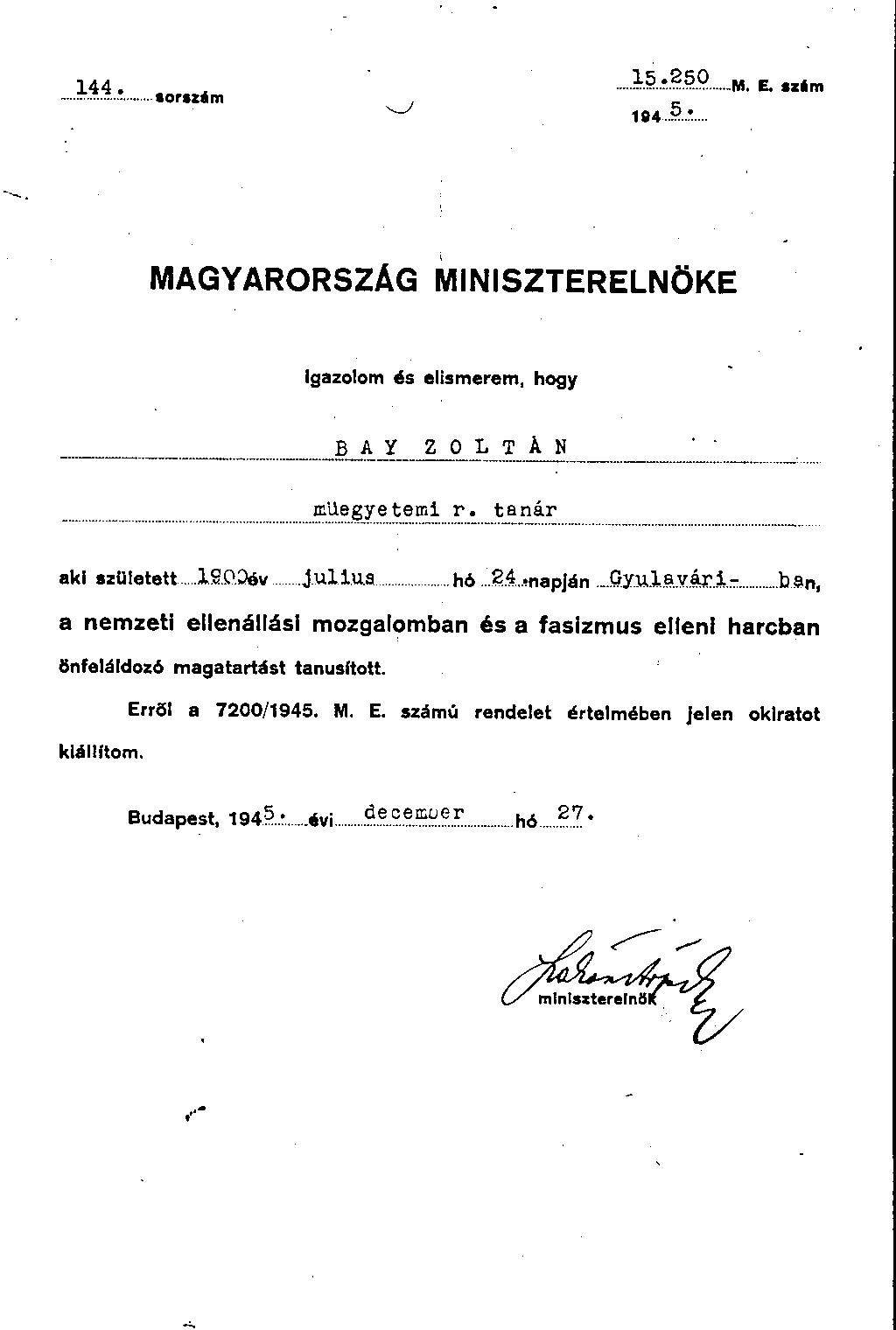
Igazolás, hogy Bay Zoltán a nemzeti ellenállási mozgalomban és a fasizmus elleni harcban önfeláldozó magatartást tanúsított

A világon először alkalmazta a másodlagos elektronsokszorozás elvét az atomszámlálásban: az előkészített számlálóberendezést a folyékony nitrogén hőmérsékletére lehűtve, a zaj szinte teljesen megszűnt. Ennek eredményeként a részecskeszámlálás sebességét három nagyságrenddel meg lehetett növelni, ezzel valóra váltak elgondolásai a nagysebességű koincidenciakísérletek terén. Ma ez képezi az alapját a gyors atomszámlálásban alkalmazott minden eljárásnak. Az új módszer nemzetközi elismerését jelzi, hogy az elektronsokszorozás elvén alapuló két számlálóját Washingtonban az Energy Research and Development Administration (Energiaügyi Hivatal) és a National Museum of History and Technology, Smithsonian Institution (Nemzeti Múzeum) együttműködésével létrejött "Atomsmashers 50 Years" (Atomrombolók 50 év) című kiállításán központi helyen állították ki.

### A háború alatti tevékenysége
A második világháború idején az Egyesült Izzó hadiüzem lett. 1944-ben a zsidónak nyilvánított munkatársakat elhurcolták; de a német adócső-programra (a légvédelmi radarprogramra) való hivatkozással Bay közbenjárására 13 mérnököt és fizikust mégis elengedtek. Ám ők is, és a többiek is csak a nyilas hatalomátvételig dolgozhattak. A gyár működését leállították, a dolgozókat és a gépeket nyugatra szállították.
A háború idején végig tartotta a kapcsolatot a Nyugat felé történő kilépést szervező, csakhamar illegalitásba kényszerült Szent-Györgyi Alberttel. Bay Zoltán, Szent-Györgyi Albert és mások ellenállási mozgalmat szerveztek (Ellenállási Front). Fegyvereket nem sikerült szerezniük, talán ez is közre játszott abban, hogy Bay Zoltánt rövid fogság után elbocsátották a Margit körúti fogházból. Amikor a Kállay-kormány Szent-Györgyi Albert segítségével tárgyalásokat kezdeményezett a háborúból való kiugrás érdekében, vállalta egy titkos rádióadó megépítését, amellyel az angolokkal tartották volna a kapcsolatot. Erre az időszakra Szent-Györgyi Albert így emlékezett vissza: „Kezdeményezésünk külső okok miatt összeomlott, ez volt a szerencsénk. Ha folytatni tudtuk volna, Bay Zoltánnal kötött barátságunk, úgy zárult volna, hogy egymás mellett lógunk a kötélen..."
A háború alatti tevékenységéért 1946 decemberében Szent-Györgyi Alberttel együtt megkapta a Szabadság Érdemrend ezüst fokozatát.

### Az első radarkapcsolat létrehozása a Holddal
„.....Gyermeki fantáziámat különösen a Hold izgatta. Késő estig játszottam az udvaron és megigézve néztem, miként húz el a Hold a templomtorony mögött.....”

Bay vezette azt a csoportot, melynek Európában először sikerült radarvisszhangot észlelnie a Holdról. A kísérletek 1945 nyarán kezdődtek, és 1946. február 6-án bejelentették a világnak, hogy sikerült a Holdra radarjelet küldeni és a visszavert jelet érzékelni. Ezt Bay jelismétlési és jelösszegzési ötletének megvalósítása tette lehetővé, mely elv a mai napig használatos. Az ezzel elvégezhető távolságmérések sokat pontosították ismeretünket a Naprendszerbeli távolságokról (lásd csillagászati egység). Ez azt jelentette, hogy Bay Zoltán nemcsak elindította a radarcsillagászatot, hanem új tudományág született. Tudományos munkásságának elismeréséül 1946 és 1948 között megválasztották a Magyar Tudományos Akadémia Matematikai és Természettudományi Osztálya elnökének.

### A radarcsillagászat megszületése

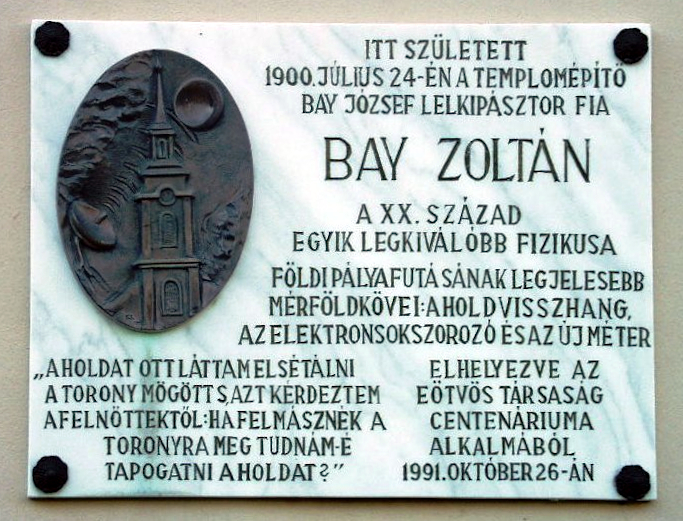
Emléktábla a szülőházán

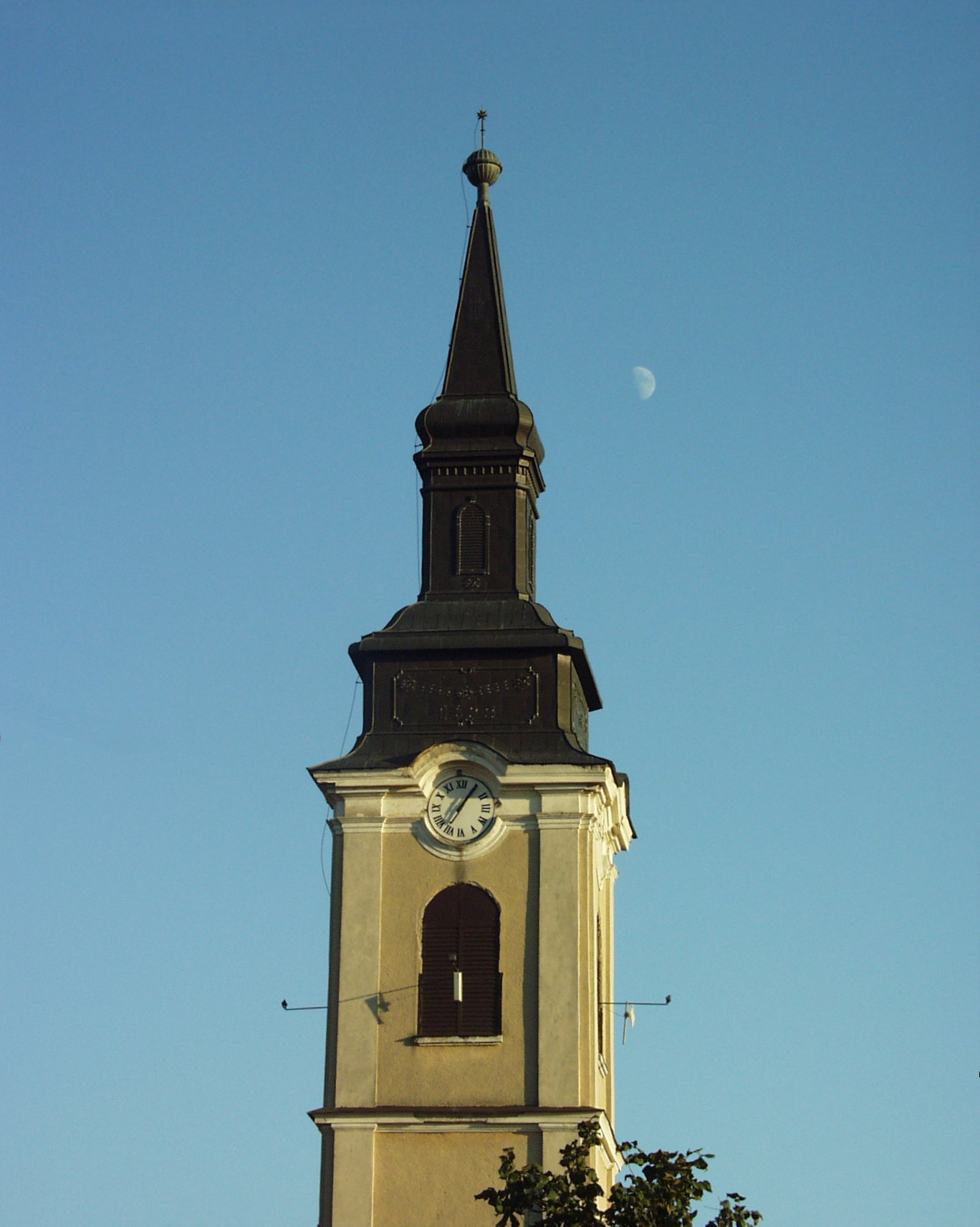
A gyulavári templom és a Hold

A csillagászat iránt gyermekkorától érdeklődött. Saját visszaemlékezése szerint: „A Holdat ott láttam elsétálni a torony mögött, s azt kérdeztem a felnőttektől: Ha felmásznék a toronyra, meg tudnám-é tapogatni a Holdat?” Később, tízévesen láthatta a Halley-üstököst. Egyetemi évei alatt távcsövet épített, megfigyelhette a Jupiter holdjait, megismerte a csillagképeket és a Hold tájait. Így nem csoda, hogy amikor megismerte a mikrohullámú radartechnikát, rögtön az ötlött a fejébe, e technikával ki lehet jutni a világűrbe, és el lehet vele érni a Holdat. Kidolgozott egy elvi megoldást, amitől nem tért el a nehézségek ellenére sem. A sikeres kísérlet előzményei a második világháborúhoz kötődnek. Angliában, Németországban, Magyarországon titokban erőfeszítéseket tettek a hajók, repülőgépek rádióhullámok visszaverődése útján történő felismerésére, távolsági mérésére. A feladat végrehajtására létrehozták a Bay-csoportot. A radarkísérletek a háború vége felé eredménnyel jártak. A János-hegyről Székesfehérvárig lehetett repülőket érzékelni.

### A Hold-kísérlet
A légvédelmi radarokat a Német Birodalom szállította, Magyarország ezt elektroncsövek szállításával viszonozta. A német fejlesztések viszont annyira titkosak voltak, hogy az eredményeket nem adták át. Ezért a Bay-csoportnak önállóan kellett a berendezéseit fejlesztenie. Winter Ernő és Budencsevits Andor első fejlesztése, az EC 102 adótrióda az 50 centiméteres tartományban 2 W teljesítményre volt képes. A Naszályról már 30 km távolságú tárgyakat lehetett vele megfigyelni. A következő, EC 130 adócsövet Dallos György fejlesztette ki. Bay tudta, hogy az efféle kísérleteknél a teljesítmény növelése impulzus üzemmódban lehetséges. Így a néhány wattos adócső csúcsteljesítménye megközelítette a 2 kW-ot. Az impulzusgenerátor Papp György, Sólyi Antal, Magó Kálmán munkája volt. 1944 márciusában Bay, Papp és Simonyi elvégezte az alapvető számításokat. Eszerint a Holdról visszaérkező jel a kibocsátott jelnek 10−16-szorosa. A Föld adatai alapján arra a következtetésre jutottak, hogy a mikrohullámok tartományában a Hold albedója (visszaverő képessége) a Földéhez hasonló, és kb. 1/10 értékű. Azt is látták már, hogy a hasznos jel 10-szer kisebb a zajhoz képest. Ennek ellenére Bay már akkor kijelentette munkatársai előtt: „Megradarozzuk a Holdat”.
Az impulzusüzem lehetővé tette, hogy az elektroncső névleges (időben állandó) disszipációját többszörösen is túllépjék. Ezen túlmenően, kiszámították, hogy a Holdról 2,5 másodperc alatt érkezik vissza a visszhang. Ezért úgy döntöttek, hogy 3 másodpercenkénti impulzusokat adnak ki. Az 1944 augusztusában végrehajtott kísérletek még eredménytelenek voltak: a visszavert jel mélyen a zajszint alatt volt, a berendezéseket nem sikerült a szükséges 50 perc időtartamig folyamatosan működtetni.
Az elektromos impulzusgenerátor olyan forgókapcsolóval működött, amely hasonló az akkoriban használt hullámváltókhoz. Ez a gép a villamos hálózati 50 Hz frekvenciáról működött szinkronmotoros hajtással. A kontaktus vezérelte az anód- és rácsfeszültséget is. (A sikeres Hold-radar-kísérletnél már 2000 V rácsfeszültséget használtak.) Az adócső továbbfejlesztése sikeres volt. Az EC 108 4500 V anódfeszültséggel 10 kW teljesítményt szolgáltatott.
Tekintettel arra, hogy a (reménybeli) visszavert jelek mélyen a zajszint alatt maradtak, Bay Zoltán ötlete alapján Budincsevics Andor és Várbíró Emil coulométert (voltamétert) szerkesztett. Ez a készülék 30%-os kálium-hidroxid oldatot tartalmazott, amelynek csatlakozóját az impulzusadó kapcsolta rá a vett jelre. Így az oldatból kivált hidrogén mennyisége minden beérkezett impulzustól növekedett, és a kísérlet végén mérhető volt. Az 50 perc alatt körülbelül 1000 impulzust kellett a készüléknek észlelnie. A kapcsolójeleket kereskedelmi célra fejlesztett végerősítő csövek szolgáltatták (EL 6).
A szovjet csapatok 1945. január 10-én jutottak el az Egyesült Izzó gyárához, és a megmaradt berendezéseket is elszállították; azok kivételével, amelyek január 20-ától kezdve már szovjet adócsöveket gyártottak. Ez év nyarán egy háborús felderítő radarral kísérleteztek, amely a 2,5 m-es hullámhosszon működött. Folyt közben az új adócső beszerzése. Az OQQ 500/3000 0,06 másodperces impulzusokkal volt képes működni, az 55 cm-es hullámhosszon. (500 W disszipált teljesítmény és 3000 V anódfeszültség) Ehhez új antennára volt szükség. A 8x6 m-es szögvas keretre rögzítve hat sorban és hat oszlopban, összesen 36 dipólt tartalmazott. Az antennát Istvánffy Edwin tervezte. A sávszélesség kezdetben 200 kHz volt, ezt később 20 Hz-re sikerült csökkenteni. Az antenna az épület lapos tetején állt, az adó, a vevő, az impulzusgenerátor és a coulométer az alatta levő emeleten. A kísérleteket 1945 decemberétől 1946 februárjáig folytatták; mégpedig mindig éjszaka, mert a nagy érzékenységű műszerek hibajeleket érzékeltek volna, hiszen a gyár nappal működött. A munkások fizetést nem kaptak. Ellátmányuk kenyér, liszt, krumpli és melasz volt.
Készültek berendezések a Hold mérésére is, melyet először Nógrádverőcén, majd a fővárosban állítottak fel. 1945 márciusában a szovjet hadsereg elkobozta a készülékeket. Újra kezdték a kísérleteket, de felismerték, hogy a kb. négyszázezer kilométerről visszavert jel elvész a zajban. Miután a jel-zaj viszony lényeges változtatására nem volt lehetőség, a siker kulcsát Bay ötletének, az ún. coulométerrel történt jelösszegzés megvalósítása jelentette. S végül 1946. február 6-án kijelenthették, hogy „megradarozták” a Holdat. A coulométerben 4%-kal több hidrogén fejlődött, mint amit a zavarjelek produkáltak volna. A szenzációs eredmény értékét nem kisebbíti, hogy egy hónappal azelőtt az Amerikai Egyesült Államokban – az akkori viszonyok között a kor legfejlettebb technikáját használva – hasonló eredményre jutottak. Ez nem csökkenti Bay és társai érdemeit, mivel ők a háborús időkben, szűkösebb anyagi lehetőségek mellett, az amerikaiakénál nehezebb körülmények között végezték kísérleteiket. Egymástól függetlenül, párhuzamosan tették meg az első lépéseket, De Witt és G. Valley Amerikában és Bay Zoltánék Budapesten. A magyar kutatók igen szerény eszközökkel, de annál nagyobb tudományos felkészültséggel dolgoztak, és az amerikaiakhoz képesti késést egyértelműen a háborús körülmények okozták. A radarcsillagászat történetírói Bayt e tudományág „szülőatyjának ” tartják és nevezik.
A kísérletben részt vettek: Papp György, Simonyi Károly, Pócza Jenő, Bodó Zalán, Csiki Jenő, Tary László, Takács Lajos, Horváth Tibor és ifj. Bay Zoltán, az idősebb unokatestvére.
A mérés rendkívüli tudományos jelentőségét az adta, hogy egy új radarelven működő eljárás révén közvetlen és pontos mérést tett lehetővé százezer kilométer nagyságrendű távolságon. Ilyen nagyságrendű távolságokat korábban csak közvetett úton, viszonylag nagy hibával hidalhattak át. A tudományos jelentőség mellett a kísérlet egyúttal egy magyar csoda is. A lerombolt és kirabolt országban a magyar tudósok csoportja olyan eredményt ért el, mint a kiváló körülmények között tevékenykedő amerikai szakemberek.
1946 nyarán megpróbáltak a Napról radarvisszhangot kapni. Ez a kísérlet eredménytelenül végződött.

## A háború utáni tevékenysége
Tudományos munkássága elismeréseként 1945. május 28-án a Magyar Tudományos Akadémia (MTA) rendes tagjává választották. Augusztusban Szent-Györgyi Albert elnökletével megalakult az MTA-tól független Magyar Természettudományi Akadémia, amelynek alelnöke Bay Zoltán lett. A két akadémiát Szent-Györgyi és Bay javaslatára később a kormány összevonta úgy, hogy a korábbi egy helyett két osztálya lehetett a természettudományoknak is, hasonlóan a szintén két osztállyal rendelkező humán tudományokhoz. Az összevonás után 1946-ban az MTA Matematikai, fizikai, kémiai és műszaki tudományok osztálya (III. osztály) elnöke lett. 1945-től a Szent-Györgyi Albert elnökletével megalakult Országos Köznevelési Tanács elnöki tanácsának tagja volt olyan nevek mellett, mint Kodály Zoltán, Ferenczy Béni, Illyés Gyula, Sík Sándor, Szekfű Gyula és Veres Péter.
A háború befejeződése után az Egyesült Izzó gyárat a szovjetek háborús jóvátétel címén leszerelték, és a gépeket elszállították. Bay megszervezte a termelés újraindítását, és nem sokkal később újraindult az izzólámpagyártás, sőt exportra is termeltek. Épp ez vált vele kapcsolatban „gyanússá”. Közelgett a fordulat éve, államosítani kellett a gyárakat, még akkor is, ha a „szövetséges” amerikaiak tőkeérdekeltsége van bennük. Be kellett bizonyítani, hogy az Olajipari Rt, a Standard, az Egyesült Izzó szabotálja a termelést, hogy aláássa a magyar népgazdaságot. A politikai és gazdasági rendőrségnek gyártani kellett a bizonyítékot, be kellett gyűjteni a tetteseket, a bíróság készülhetett a halálos ítéletekre. Bay Zoltán is megismerkedett az éjszaka érkező nagy fekete autóval, az ÁVO kihallgatási módszereivel, miközben Rajk László megüzente neki: ha belép a Pártba, ő lesz a Magyar Tudományos Tanács vezetője. Ekkor jött kapóra neki a Bécsi Egyetemről érkező meghívás, hogy tartson előadásokat, amiket elvállalt. Felesége és lánya később az amerikai nagykövetség segítségével kerültek Ausztriába, és végül Salzburgban találkoztak.

## A George Washington Egyetemen
Bay Zoltán a hatóságok zaklatásai elől 1948-ban emigrációba kényszerült. Itthon megfosztották állampolgárságától, kitüntetéseitől, és az Elektrotechnikai Egyesület kizárta tagjai sorából. Elfogadta az Amerikai Egyesült Államokban a George Washington Egyetem meghívását, és a kísérleti fizika professzora lett. Gyorskoincidencia-kísérletekkel foglalkozott, és biofizikai témákban együtt dolgozott Szent-Györgyi Alberttel, valamint az elektronikus számítógép működésének tökéletesítésén Neumann Jánossal. E célból kifejlesztett egy flip-flop-szervo áramkört, amely az elektronsokszorozó alkalmazásával másodpercenként százmillió művelet elvégzésére volt képes. Ez hatalmas előrelépés volt az akkor ismert percenkénti egymillió művelettel szemben. 1956-ban nagy visszhangot kiváltó publikációi voltak a Nagysebességű flip-flopok a millimikroszekundum tartományban, valamint az Impulzusgenerátor és nagysebességű memória-áramkör címen megjelent írásai. Ugyanebben az évben Gyors koincidencia kísérletek elmélete és technikái című előadásáért megkapta a magfizikai szakcsoport az évi díját. Neumann 1957-ben bekövetkezett korai halála megakadályozta őket a projekt befejezésében.
1955-ben igazolta, hogy a Compton-szórásnál (a röntgensugarak szóródása az atomok külső elektronjain) az energia és lendület megmaradása néhány százmilliárdnyi (!) pontossággal teljesül.
Az egyesült államokbeli kutatói tevékenységének egyik fontos mérföldköve kétségkívül a Nemzeti Szabványügyi Hivatal volt, ahol 1955-től 1972-es nyugdíjazásáig dolgozva a fizikatudományok más területein folytatta munkásságát. Amikor a lézer bevonult a kísérleti fizikába, ő is érdeklődéssel fordult feléje, ugyanis a fénysebesség mérésének új lehetőségét látta ebben az eszközben, és ez lett a méréstan új mérföldköve. Erre az időre eső publikációiban kitartóan harcolt a fénysebességen alapuló hossz-mértékegység szabvány bevezetéséért. Ő javasolta 1965-ben, hogy a távolságegységet, a métert a pontosabban mérhető időegységre és a fénysebességre kell alapozni. A fénysebesség állandóságával kapcsolatosan, annak frekvenciafüggésére J. A. White-tal végzett kísérleteikben igazolták, hogy a fénysebesség vákuumban 1020 mm pontosságon belül független a frekvenciájától. Eredményüket a philadelphiai Franklin Intézet 1980-ban − a mindössze harmadik alkalommal kiosztott − Boyden-díjjal jutalmazta.
1983-ban a Súlyok és Mértékegységek Nemzetközi Konferenciájának 17. ülésén Párizsban elfogadták az SI-mértékegységrendszer alapjául, hogy „A méter a fény által a vákuumban a másodperc 1/299792456-od része alatt megtett út hossza.” Bay Zoltán ötlete már az űrtechnikai igényeknek is megfelelő definíciót eredményezett. E nélkül a definíció nélkül és a szintén az ő nevéhez kapcsolódó nanoszekundum pontosságú időmérés nélkül nem lenne például elképzelhető a Globális Helymeghatározó Rendszer (GPS), amely ma a navigáció alapja, s amely ma már mindenki számára lehetővé teszi, hogy méter pontossággal meghatározza helyét a Föld felszínén.
Bay maga is megjegyezte, hogy eddigi pályafutása során soha nem ütközött akkora ellenállásba, mint a standardizálási rendszer kapcsán.
Amerikai tevékenysége idején együtt dolgozott régi barátjával, Szent-Györgyi Alberttel is, akivel főleg biofizikai kutatásokat végeztek közösen. 1953-ban együtt vizsgálták az ingerületvezetés módját az izomsejtek membránjától a fehérjemolekula felé. 1963-ban két másik kutatóval közösen a fotoszintézis fizikájának vizsgálatával is foglalkozott, melynek eredménye a fotoszintézis energiaátvitelének modelljét leíró Bay-Pearlstein elmélet.

## Hazalátogatásai
Először 25 év távollét után, 1973-ban látogatott újra haza az Eötvös Loránd Fizikai Társulat meghívására. Korábbi iskoláiban és egyetemein Debrecenben, Budapesten, Szegeden az új méter javaslatáról beszélt. Részt vett az Eötvös Társulat 1975. évi debreceni és 1977. évi egri vándorgyűlésén. 1986-ban a Magyar Műszaki Világtalálkozó díszvendége és plenáris előadója volt, az Országos Műszaki Információs Központ és Könyvtárban ő nyitotta meg a Bolyai–Neumann-emlékszobát.
1981-ben választotta tiszteleti tagjává az Eötvös Társulat, és az Akadémia is, ahol 1989-ben harmadszor is székfoglalót tartott. Ennek témája az új méter volt. 1989-ben az Akadémia elnöke több korábbi akadémiai tag mellett Bay Zoltán rendes tagságát is visszaállította, és azt folyamatosnak tekintik.
1990-ben jelent meg Az élet erősebb című könyve, amelynek teljes tiszta jövedelmét a Debreceni Kollégium Gimnáziumának adományozta egy diák pályamunka évenként való jutalmazására.
2016 októberében petíció indult 1949-ben elvett magyar állampolgársága posztumusz visszaállításáért. Ennek hatására a Miniszterelnökség újra megvizsgálta a kérdést, és 2019 áprilisában megállapították, hogy valójában a magyar állampolgárságtól megfosztó határozatok hatályának megszűnéséről szóló 1990. évi XXVII. törvény alapján Bay Zoltán állampolgárságának megvonása is hatályát vesztette, az özvegyét korábban rosszul tájékoztatták. Élete utolsó éveiben – bár erről nem tudott – ismét magyar állampolgár volt.

## Tudományos munkássága
Nagyon sokrétű volt Bay Zoltán munkássága, amely Detrekői Ákos megfogalmazása szerint minimum hat részre osztható:
- A spektroszkópiai kísérletekben ultraibolya fényforrásként szolgáló Bay-Steiner-féle lámpa létrehozása.
- A másodlagos elektronsokszorozás elvét felhasználó mérési eljárás kifejlesztése a részecskeszámlálásra, amellyel három nagyságrenddel megnövelve a részecskeszámlálás sebességét lehetővé vált a mérés a nanoszekundumos tartományban.
- A Budapesten 1946. február 6-án végrehajtott kísérlet a Holdról kapott radarvisszhang kimutatására, amely a radarcsillagászat születésének tekinthető, és amely számára meghozta a tényleges világhírt.
- A fotoszintézis fizikájában az energiaátvitelre vonatkozó Bay-Peartslein elmélet kidolgozása.
- Az igen nagy pontosságú időmérés terén végzett elméleti és gyakorlati vizsgálatok.
- A méter új definíciójára 1965-ben tett javaslata, amely szerint a hosszmérés egységét a fény sebességének állandó voltát feltételezve az időmérésre vezette végső soron 1983-ban elfogadást nyert, és az SI-mértékegységrendszer alapjává vált.

Fizikusként az atomfizika terén kifejtett eredményei többek között a fotonok és elektronok számlálásával függtek össze. Az elektrolumineszcenciára vonatkozó Szigeti Györggyel közösen Amerikában bejegyzett szabadalmában szereplő, szilicium-karbidból készült elektrolumineszcens fényforrások a mai LED-ek őseinek tekinthetők.
Munkásságában rendkívüli fontosságot játszott a mérés. Meghatározó szerepe van a korszerű méréstechnika kialakításában, ezen belül is a rendkívüli pontosságú idő- és hosszmérési eljárások kialakításában. Eredményei jelentősen hozzájárultak az űrtechnika fejlődéséhez. Már 1946-ban felvetette a mesterséges holdakon alapuló távközlés lehetőségét. A pontos időmérési eljárások kidolgozásával és az új méter definiálásával hozzájárult a mesterséges holdakon alapuló helymeghatározási és navigáció kialakulásához. Így a napjainkban már igen elterjedt Globális Helymeghatározó Rendszer (GPS) és az ehhez hasonló rendszerek egyik megalapozója.
Az elektronsokszorozó nyújtotta számlálási lehetőség többek között a számítógépek kialakításakor is hasznosítható volt, így hatása a számítástechnikában is jelentkezett. Ezt a lehetőséget elsőként Neumann János ismerte fel, akivel Bay Zoltán éveken keresztül együtt tevékenykedett. Szegedi tartózkodása idején kifejlesztett egy új elven alapuló elektrokardiográfot.
A radarcsillagászat egyik megalapítója. A Holdradar-kapcsolat nemcsak mint kísérlet érdekes, hanem hozzájárult a Holddal mint égitesttel kapcsolatos ismeretek bővüléséhez is.

## Magánélete
1932-ben házasságot kötött Lázár Ilonával. Első gyermeke, Márta, 1934. április 4-én született. Első házassága 1945-ben felbomlott.
1947-ben házasságot kötött Herczegh Júlia („Duci”) erdélyi testnevelő tanárral. Asszonyneve Julia H. Bay (sz. hely: Chevy Chase, MD, USA). Ez a házassága haláláig tartott. Gyermekei: Zoltán K. (Salzburg, 1948. július 3.) és Júlia Lilla (1949). Fia, ifjabb Bay Zoltán nem tévesztendő össze a tudós unokaöccsével, ifj. Bay Zoltán mérnökkel, aki egyetemi hallgatóként együtt dolgozott vele a Hold-radar-kísérletnél.
1992. október 4-én, Washingtonban hunyt el. Végakarata szerint hamvait hazaszállították, és szülőföldjén, Gyulaváriban temették el 1993. április 10-én. Sírjánál búcsúztató beszédet mondott többek között Csoóri Sándor a Magyarok Világszövetségének elnöke, Marx György akadémikus, az Eötvös Loránd Fizikai Társulat elnöke, valamint Pungor Ernő akadémikus. Síremlékén Arany János versének részlete olvasható: „A LÉLEK ÉL”

## Elismerések
- Magyar Szabadság Érdemrend ezüst fokozata 1946. (A nemzeti ellenállási mozgalomban kifejtett kimagaslóan értékes tevékenységért.)[25]
- Magyar Köztársasági Érdemrend Középkeresztje (1947)[44]
- Az 1970-es években sorra érték a kitüntetések a világ nagy egyetemein.
- 1978-ban az Edinburgh-i Egyetem a tudományok tiszteletbeli doktora címmel tüntette ki.
- 1980-ban megkapta a Franklin Intézet Boyden-díját.[57]
- 1981-ben a Magyar Tudományos Akadémia és az Eötvös Loránd Fizikai Társulat is tiszteletbeli taggá nyilvánította.[45][m 6] 1981 májusában tartotta székfoglalóit, melyek a radarcsillagászatról, a speciális relativitáselméletről és a fénysebesség állandóságáról szóltak.
- 1981-ben a IV. asztronautikai tudományos ülésszakon Fonó Albert-emlékérmet vehetett át.[58]
- 1986-ban a Budapesti Műszaki Egyetem tiszteletbeli doktori címet adományozott neki.[59]
- 1989-ben a Magyar Tudományos Akadémia helyreállította teljes jogú tagságát.[46]
- 1990-ben, 90. születésnapján Gyula város tiszteletbeli polgárává választották[60]
- 1990-ben Göncz Árpád személyesen adta át neki Amerikában a Magyar Köztársaság rubinokkal ékesített Zászlórendjét.[61]
- A debreceni Kossuth Lajos Tudományegyetem tiszteletbeli doktora (1990)[44]
- A szegedi József Attila Tudományegyetem tiszteletbeli doktora (1991)[44]
- Szily Kálmán-emlékérem (1991)[62]
- Elektrotechnikai Egyesületi tagságát helyreállították, és örökös tiszteletbeli elnökké választották.
- A Hold-radar-kísérlet 50. évfordulóján, 1996-ban posztumusz Magyar Örökség díjat kapott.[63]
- Születésének 100. évfordulóján, 2000-ben posztumusz Jad Vasem kitüntetést kapott.

## Emlékezete
- 1996. szeptember 9-én avatták fel Bay Zoltán szegedi szobrát.[64] Az avatóünnepségen munkásságáról megemlékezett Nagy Károly, a Magyar Tudományos Akadémia Fizikai Tudományok Osztályának elnöke, Csapody Miklós, a Tungsram Rt. alelnök-igazgatója és Mészáros Rezső, a József Attila Tudományegyetem rektora. A szobor a Pantheonban (Dóm tér), sok más híres magyar kutató szobrával együtt látható.
- 1992-ben Bay Zoltán Alkalmazott Kutatási Alapítvány néven új kutatási-fejlesztési rendszert hozott létre az Országos Műszaki Fejlesztési Bizottság.[65]
- Nevét viseli a Bay Zoltán Alkalmazott Kutatási Közhasznú Nonprofit Kft., ami ipari és környezetvédelmi biotechnológiával foglalkozik.[66]
- Budapest IV. kerületében, Újpesten, a Görgey utcában mellszobor őrzi az emlékét.

- Születésének centenáriumára a Debreceni Református Kollégiumban domborművet helyeztek el (Szabó Lőrinc domborműve mellett); Győrfi Lajos szobrászművész alkotását.

- Jeruzsálemben, az Igazak Kertjében olajfa őrzi az emlékét, mert – az Egyesült Izzó műszaki igazgatójaként – 1944 nyarán 13 zsidó származású mérnököt mentett meg. 2000. július 24-én, a világhírű tudós születésének centenáriuma alkalmából, a Magyar Tudományos Akadémia dísztermében tartott ünnepségen özvegye vette át a Világ Igaza kitüntetést,[67] amit a Jad Vasem adományozott neki 1998-ban.[68] A kitüntetéssel járó érmet és oklevelet a Magyar Nemzeti Múzeum 2001. augusztus 31-én, Magyarok, akik a 20. századot csinálták címmel megnyitott állandó kiállításán mutatták be és azóta is ott látható.[69]
- Szülőfalujában – a közelmúltban felújított Almássy-kastélyban – Bay-emlékszobát alakítottak ki a település szülöttének emlékére.[70]
- Gyulán (Gyulavári) a templom mellett, a Bay tér közelében áll a református parókia, Bay Zoltán szülőháza, amelyen bronz domborműves márvány emléktáblát avattak.[71]
- 1992. július 24-én hozták létre a Bay Zoltán Tehetséggondozó Alapítványt. E kedves születésnapi ajándék és az iskolaelnevezési szándék is befolyásolta Bay Zoltánt abban, hogy végakaratában szülővárosát tette meg nyughelyéül.[71]
- Az ő nevét viseli a (95954) Bayzoltán = 2003 QQ29 jelű kisbolygó, melyet Sárneczky Krisztián és Sipőcz Brigitta fedezett fel 2003. augusztus 23-án Piszkéstetőn.
- Budapesten a ma már megszűnt Bay Zoltán Elektronikai Szakközépiskola és Műszeripari Szakiskola (1995–2008) névadója. A volt iskola címe: 1041 Budapest, Lőrinc utca 40.[72]
- Sarkadon az Ady Endre–Bay Zoltán Gimnázium és Kollégium egyik névadója. Az iskola címe: 5720 Sarkad, Vasút utca 2.[73]
- Gyulán a Bay Zoltán Általános Iskola névadója. Az iskola címe: 5711 Gyula, Illyés Gyula utca 3.[74]
- A Magyar Posta 1996-ban kiadta a Magyarok a Nagyvilágban a Technikai Fejlődéséért sorozatot. A sorozat három bélyegből állː a 24 forintos bélyegen Mihály Dénes (1894-1953), az 50 forintos bélyegen Bíró László József (1899-1992), a 75 forintos bélyegen Bay Zoltán (1900-1992) látható.[75]
- Bay Zoltán emlékezetes radarkísérletének dátumát, 1946. február 6-át tekintik a magyar űrkutatás kezdetének.[76]
- A Magyar Honvédségnél 1994 óta a sikeres Hold-radar-kísérlet évfordulóján, február 6-án ünneplik a rádiótechnikai csapatok fegyvernemi napját.[77]
- 2013-14-ben Simon Judit rendezésében 52 perces portréfilm készült Bay Zoltánról, A Hold válaszolt címmel.[78][79]

## Publikációi
A Budapesti Műszaki és Gazdaságtudományi Egyetem Országos Műszaki Információs Központ és Könyvtár (BME OMIKK) 120 publikációját tartja nyilván.

### Megjelent könyvei
- Atomfizika, Budapest, 1942.
- A rádióhullámok tovaterjedése, Budapest, 1943.
- Atommagfizika, Budapest, 1946.
- Hazai mikrohullám-kísérletek, Budapest, 1946.
- A holdvisszhangtól az új méterig, Kriterion, Bukarest, 1985.
- Válogatott tanulmányok. Gondolat, 1988. 394 o.
- Az élet erősebb, Csokonai-Püski, Budapest, 1990. 271. o. ISBN 963 260 017 7 és a MEK e-könyv 2016[81]
- Life is stronger. Transl. by Margaret Blakey Hajdu. Bp., 1991. Püski. 251 p. (Az élet erősebb c. könyv angol nyelvű változata.)
- Az egyirányú fénysebesség, Szeged, 1992.